# Звезда (стадион, Кропивницкий)
Стадион «Звезда́» имени Станислава Берёзкина (укр. Стадіон «Зірка» імені Станіслава Березкіна) — футбольный стадион в городе Кропивницкий (Украина). Вместимость — 13305 зрителей. Стадион является домашним полем футбольной команды «Звезда». Также на стадионе проводил матчи футбольный клуб «Ингулец» (Петрово)
Футбольная площадка на этом месте впервые появилась в 1914 году, когда городская управа передала эту территорию в пользование Елисаветградскому футбольному кружку, однако стадион появился только в советский период. В 1934 году общество «Динамо» выступило с инициативой создания в городе футбольного стадиона. В апреле был проведён субботник, а в сентябре были проведены первые матчи. С тех пор стадион реконструировался 6 раз (последний — в 2013—2014 г.). В ходе последней реконструкции были заменены газон, система освещения и табло, а также обновлена легкоатлетическая инфраструктура стадиона, что позволило ему принять чемпионаты Украины по лёгкой атлетике в 2014 и 2015 годах.
17 ноября 2013 года один из секторов стадиона был назван именем легендарного капитана футбольного клуба «Звезда» Юрия Касёнкина, на нём установлена мемориальная доска в его честь.
В июле 2021 года стадиону было присвоено имя народного депутата Украины Станислава Берёзкина